# Luděk Pachl
Luděk Pachl (* 15. Oktober 1971 in Most) ist ein tschechischer bildender Künstler. 

## Leben
Pachl wurde in der nordböhmischen Industriestadt Most geboren und studierte an der Kunsthochschule Bratislava. Nach einem dreijährigen Aufenthalt in Neapel kehrte Pachl 1995 nach Tschechien zurück und begann hier erstmals seine Bilder auszustellen. 
1998 siedelte Pachl langfristig nach Berlin über, wo er im Bezirk Prenzlauer Berg eine Galerie und ein tschechisches Spezialitätengeschäft unter dem Namen Tuzex betreibt. Dieser Name ist eine ironische Anspielung auf die ehemalige Handelskette Tuzex in der ČSSR.  
Im Berliner Tuzex stellt Pachl unter dem Label Rebel Art seine Gemälde und Skulpturen aus, in denen er häufig die totalitäre Vergangenheit der Tschechoslowakei und Deutschlands persifliert und bekannte Motive aus der Pop-Art aufgreift. Darüber hinaus sammelt der Künstler tschechoslowakisches Spielzeug, Filme und andere Objekte mit Kinderfiguren wie dem kleinen Maulwurf, Spejbl und Hurvínek oder Pan Tau.